# Blang Trieng
Blang Trieng is een bestuurslaag in het regentschap Aceh Utara van de provincie Atjeh, Indonesië. Blang Trieng telt 138 inwoners (volkstelling 2010).